# Football League 1890/91
Die Football League 1890/91 war die dritte Saison der höchsten englischen Fußballliga. Sie begann am 6. September 1890 und endete am 18. April 1891.
Der FC Everton gewann mit zwei Punkten Vorsprung vor Titelverteidiger Preston North End erstmals in der Vereinsgeschichte die englische Meisterschaft. Neuling AFC Sunderland blieb wie alle anderen Klubs der Liga erhalten; Absteiger gab es letztlich keine. Neu hinzukommen sollten nach der Aufstockung von 12 auf 14 Vereinen in der Folgesaison mit FC Stoke und dem FC Darwen zwei Klubs aus der Football Alliance.

## Abschlusstabelle
| Pl. | Verein                  | Sp. | S  | U | N  | Tore    | Quote | Punkte |
| --- | ----------------------- | --- | -- | - | -- | ------- | ----- | ------ |
| 1.  | FC Everton              | 22  | 14 | 1 | 7  | 063:290 | 2,17  | 29:15  |
| 2.  | Preston North End (M)   | 22  | 12 | 3 | 7  | 044:230 | 1,91  | 27:17  |
| 3.  | Notts County            | 22  | 11 | 4 | 7  | 052:350 | 1,49  | 26:18  |
| 4.  | Wolverhampton Wanderers | 22  | 12 | 2 | 8  | 039:500 | 0,78  | 26:18  |
| 5.  | Bolton Wanderers        | 22  | 12 | 1 | 9  | 047:340 | 1,38  | 25:19  |
| 6.  | Blackburn Rovers (P)    | 22  | 11 | 2 | 9  | 052:430 | 1,21  | 24:20  |
| 7.  | AFC Sunderland (N) 1    | 22  | 10 | 5 | 7  | 051:310 | 1,65  | 23:21  |
| 8.  | FC Burnley              | 22  | 9  | 3 | 10 | 052:630 | 0,83  | 21:23  |
| 9.  | Aston Villa             | 22  | 7  | 4 | 11 | 045:580 | 0,78  | 18:26  |
| 10. | FC Accrington           | 22  | 6  | 4 | 12 | 028:500 | 0,56  | 16:28  |
| 11. | Derby County            | 22  | 7  | 1 | 14 | 047:810 | 0,58  | 15:29  |
| 12. | West Bromwich Albion    | 22  | 5  | 2 | 15 | 034:570 | 0,60  | 12:32  |

| (M) | Englischer Meister 1889/90: Preston North End |
| (P) | FA-Cup-Sieger 1889/90: Blackburn Rovers       |
| (N) | Neueinsteiger 1889/90: AFC Sunderland         |

## Ergebnistabelle
In der linken Spalte sind die Heimmannschaften aufgelistet.
|                         | ACC | AST | BLA | BOL | BUR | DER | EVE | NOC | PNE | SUN | WBA | WOL |
| ----------------------- | --- | --- | --- | --- | --- | --- | --- | --- | --- | --- | --- | --- |
| FC Accrington           |     | 1:3 | 0:4 | 2:1 | 1:1 | 4:0 | 1:2 | 3:2 | 1:3 | 4:1 | 1:0 | 1:2 |
| Aston Villa             | 3:1 |     | 2:2 | 5:0 | 4:4 | 4:0 | 2:2 | 3:2 | 0:1 | 0:0 | 0:4 | 6:2 |
| Blackburn Rovers        | 0:0 | 5:1 |     | 0:2 | 5:2 | 8:0 | 2:1 | 1:7 | 1:0 | 3:2 | 2:1 | 2:3 |
| Bolton Wanderers        | 6:0 | 4:0 | 2:0 |     | 1:0 | 3:1 | 0:5 | 4:2 | 1:0 | 2:5 | 7:1 | 6:0 |
| FC Burnley              | 2:0 | 2:1 | 1:6 | 1:2 |     | 6:1 | 3:2 | 0:1 | 6:2 | 3:3 | 5:4 | 4:2 |
| Derby County            | 1:2 | 5:4 | 8:5 | 1:1 | 2:4 |     | 2:6 | 3:1 | 1:3 | 3:1 | 3:1 | 9:0 |
| FC Everton              | 3:2 | 5:0 | 3:1 | 2:0 | 7:3 | 7:0 |     | 4:2 | 0:1 | 1:0 | 2:3 | 5:0 |
| Notts County            | 5:0 | 7:1 | 1:2 | 3:1 | 4:0 | 2:1 | 3:1 |     | 2:1 | 2:1 | 3:2 | 1:1 |
| Preston North End       | 1:1 | 4:1 | 1:2 | 1:0 | 7:0 | 6:0 | 2:0 | 0:0 |     | 0:0 | 3:0 | 5:1 |
| AFC Sunderland          | 2:2 | 5:1 | 3:1 | 2:0 | 2:3 | 5:1 | 1:0 | 4:0 | 3:0 |     | 1:1 | 3:4 |
| West Bromwich Albion    | 5:1 | 0:3 | 1:0 | 2:4 | 3:1 | 3:4 | 1:4 | 1:1 | 1:3 | 0:4 |     | 0:1 |
| Wolverhampton Wanderers | 3:0 | 2:1 | 2:0 | 1:0 | 3:1 | 5:1 | 0:1 | 1:1 | 2:0 | 0:3 | 4:0 |     |

## Die Meistermannschaft des FC Everton
In der folgenden Aufstellung wurden alle Spieler aufgelistet, die während der Saison 1890/91 für den FC Everton in einem Ligaspiel zum Einsatz kamen. Es muss beachtet werden, dass im englischen Fußball zumeist eine Mindestanzahl von Spielen vorausgesetzt wird, um die offizielle Meistermedaille entgegennehmen zu dürfen. Da hinsichtlich der konkreten Regelung vor Einführung der Premier League Unklarheit herrscht, wurden all die Spieler mit einem Sternchen (*) versehen, die wegen ihres geringen Beitrags mutmaßlich keine Meistermedaille erhalten haben. In Klammern sind die Anzahl der Einsätze sowie die dabei erzielten Tore genannt.
| 1. | FC Everton |
| -- | --- |
|    | Jack Angus (11/0) \| Alec Brady (21/9) \| William Campbell (13/1) \| Edgar Chadwick (22/10) \| Dan Doyle (20/0) \| Jack Elliott* (1/0) \| Fred Geary (22/20) \| Patrick Gordon* (3/0) \| Andrew Hannah (20/0) \| Johnny Holt (21/1) \| David Jardine (10/0) \| Dan Kirkwood (19/1) \| Alex Latta (10/4) \| Alex Lochhead* (1/0) \| Duncan McLean* (5/0) \| Alf Milward (22/12) \| Charlie Parry (13/0) \| Hope Robertson* (3/1) \| Robert Smalley* (1/0) \| Tom Wyllie* (4/4). - Trainer: Dick Molyneux |

## Wahlprozedere
Die Regularien der Football League sahen vor, dass sich am Saisonende die vier schlechtesten platzierten Teams zu Wiederwahl stellen mussten. Abgestimmt wurde auf der jährlichen Hauptversammlung der Football League, bei der zugleich über Neuaufnahmen entschieden wurde. Die folgende Stimmverteilung sorgte dafür, dass der FC Stoke und der FC Darwen zur Saison 1891/92 in die Football League aufgenommen wurden und alle vier am Ende positionierten Football-League-Teams der Liga erhalten blieben:
| Verein               | # Stimmen | Ergebnis        |
| -------------------- | --------- | --------------- |
| Aston Villa          | 8         | wiedergewählt   |
| FC Accrington        | 8         | wiedergewählt   |
| FC Darwen            | 7         | neu aufgenommen |
| FC Stoke             | 7         | neu aufgenommen |
| Derby County         | 6         | wiedergewählt   |
| West Bromwich Albion | 6         | wiedergewählt   |
| AFC Ardwick          | 4         | nicht gewählt   |
| Nottingham Forest    | 1         | nicht gewählt   |
| Sunderland Albion    | 1         | nicht gewählt   |
| Newton Heath         | 0         | nicht gewählt   |